# Aeroporto Internacional de Trípoli
O Aeroporto Internacional de Tripoli (em árabe: مطار طرابلس العالمي) é um aeroporto que se localiza em Trípoli, na Líbia. 
É operado pelo Departamento de Aviação Civil e Meteorologia da Líbia e é o maior aeroporto da nação. Localizada na cidade de Ben Ghashir 34 km a sul do centro da cidade, o Aeroporto International é um hub para a Libyan Airlines. O aeroporto também é um hub para Afriqiyah Airways e Buraq Air.
A maioria dos voos do Aeroporto Internacional de Trípoli, parte do principal terminal internacional de passageiros, ao passo que os voos domésticos são através do Terminal Nacional. O terminal tem capacidade de 3 milhões de passageiros por ano. Em 2007, o aeroporto manipulou 2,1 milhões de passageiros.
O transporte de ou para o centro da cidade de Trípoli geralmente envolve tomar um táxi ou táxi compartilhado. Os operadores turísticos oferecem ônibus de ou para o aeroporto conectando-o com inúmeros hotéis no centro da cidade.

## História
Durante a Segunda Guerra Mundial, o aeroporto foi utilizado pela Força Aérea Real Britânica e foi nomeado o RAF Castel Benito posteriormente alterando a RAF Idris em 1952. Nos anos 50 e 60 o aeroporto foi batizado de Aeroporto Internacional de Trípoli Idris. O aeroporto foi remodelado para o transporte aéreo nacional e internacional em setembro de 1978. O atual terminal internacional foi projetado e construído a partir de um plano diretor desenvolvidos por Alexander Gibb.

## Linhas Aéreas

### Terminal Internacional
- Afriqiyah Airways (Abidjan, Acra, Amsterdã, Bamaco, Bangui, Brussels, Cairo, Cotonou, Dakar, Douala, Dubai, Düsseldorf, Gênova, Cartum, Lagos, Lomé, Londres-Gatwick, Jamena, Niamei, Uagadugu, Paris-Charles de Gaulle, Rome-Fiumicino)
- Air Algérie (Argel)
- Air Malta (Luca)
- Alitalia (Milão-Malpensa, Rome-Fiumicino)
- Austrian Airlines (Vienna)
- British Airways (Londres-Heathrow)
- Bulgária Air (Sófia)
- Buraq Air (Alepo, Alexandria, Cairo, Istambul-Atatürk, Rebate)
- EgyptAir (Cairo)
- Emirates (Dubai, Tunis)
- Ghadames Air Transport (Saraievo)
- Iberia (Madri) [começa em 2009]
- KLM (Amsterdã)
- Libyan Airlines (Alexandria, Argel, Amã, Cairo, Casablanca, Damasco, Dubai, Istambul-Atatürk, Jedá, Quieve, Londres-Heathrow, Malta, Manchester, Milão-Malpensa, Rome-Fiumicino, Sfax, Tunis)
- Lufthansa (Francoforte)
- Qatar Airways (Casablanca, Doa)
- Royal Air Maroc (Casablanca)
- Royal Jordanian (Amã)
- Sevenair (Sfax)
- Sudan Airways (Cartum)
- Swiss International Air Lines (Zurique)
- Syrian Arab Airlines (Casablanca, Damasco)
- Tunisair (Tunis)
- Turkish Airlines (Istambul-Atatürk)

### Terminal Doméstico
- Afriqiyah Airways (Bengazi)
- Air Libya
- Air One Nine (Baida, Bengazi, Seba)
- Alajnihah Airways (Bengazi)
- Buraq Air (Baida, Bengazi, Seba)
- Libyan Airlines (Baida, Bengazi, Gadamés, Gate, Seba, Sirte, Tobruque)

### Antigas linhas aéreas
- Blu-express (Rome-Fiumicino)
- Korean Air (Seul-Gimpo)
- LOT Polish Airlines (Varsóvia)
- Pakistan International Airlines (Carachi, Laore)

## Voo Afriqiyah Airways 771
Em maio de 2010, um Airbus A330-200 da Afriqiyah Airways, que fazia o voo 771, da África do Sul à Líbia, caiu durante a aproximação do aeroporto. Somente um passageiro sobreviveu.

## Ligações Externas
- Image of completed airport with new terminals
- Image of Masterplan showing new terminals and new runway
- Libyan Civil Aviation Authority